# MMORPG

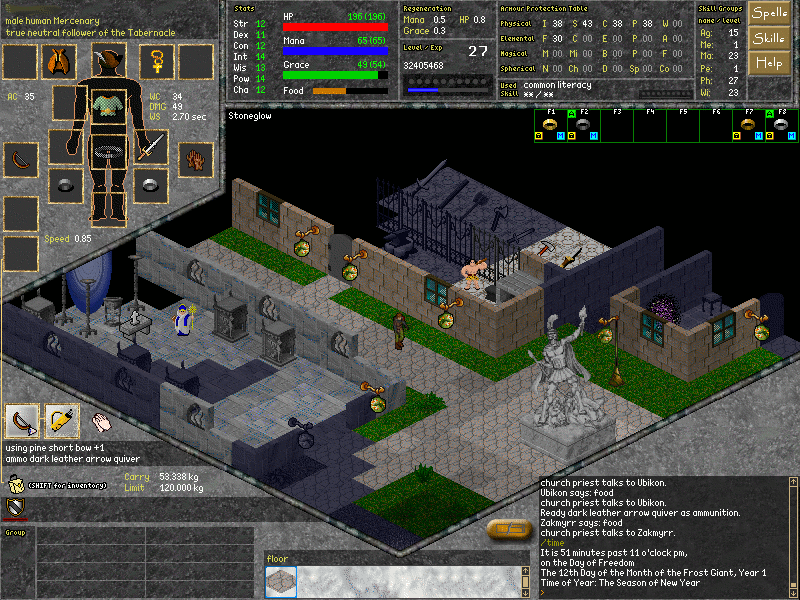
Daimonin, exemplo de um MMORPG gratuito de código aberto.

Um jogo de interpretação de personagens online e em massa para multi-jogadores (Massive Multiplayer Online Role-Playing Game - MMORPG) é um tipo de jogo on-line que suporta uma quantidade muito grande de jogadores simultâneos, a qual pode chegar a milhões, além de um ambiente de interação de estado permanente. Isso significa que todos os jogadores interagem com o ambiente virtual do jogo, ao mesmo tempo e em tempo real; e que esse mesmo ambiente continua funcionando inclusive na ausência do jogador. Esse gênero permite aos jogadores a criação de personagens em um mundo virtual dinâmico online.

## História
A história dos MMORPGs está ligada aos MUDs (multi-user dungeon), jogos no formato cliente-servidor com interface em texto. Exemplos incluem MUD1, de 1978; e o roguelike Island of Kesmai, de 1985. O primeiro jogo MUD com interface gráfica (podendo ser considerado um MMORPG) foi Neverwinter Nights (1991), distribuído em um CD da AOL em 1991. Outros exemplos são The Shadow of Yserbius [en], de 1992; The Fates of Twinion, de 1993; e The Ruins of Cawdor.
O ano de 2003 viu o lançamento de Second Life e Eve Online, dois grandes nomes no mundo do gênero. Embora Second Life não seja categorizado um RPG, o estilo livre do jogo chamou a atenção de jogadores do segmento. Em Eve Online, que alcançou a marca de um milhão de jogadores assinantes, a economia era guiada pelos jogadores, num ambiente de ficção científica e naves no espaço.
Em 2004, foi lançado, pela empresa Blizzard Entertainment, World of Warcraft, até hoje sendo o MMORPG mais jogado da história. Nenhum outro jogo causou um impacto tão grande na indústria de MMOs tanto quanto esse. Em seus melhores momentos, chegou a esbanjar a marca de 12,5 milhões de jogadores assinantes simultâneos. Esse jogo trouxe, contrariando as especulações de saturação do gênero, um sucesso jamais visto na indústria dos MMORPGs; e que não foi superado desde então. Dos muitos fatores para seu sucesso, como o universo já estabelecido de Warcraft e o fato de a Blizzard Entertainment já ser uma desenvolvedora experiente e bem estabelecida, foi o fator da acessibilidade, que foi um dos mais influentes para seu triunfo.
MMORPGs baseado em sagas famosas, como Star Wars e The Elder Scrolls, também existem, e são grãos exemplos de como IPs conceituados atraem milhões de jogadores e geram muito lucro.

## Glossário
Existem termos específicos que surgem no ambiente de MMORPG:
- WoW - World of Warcraft, jogo virtual de mundo aberto. Os jogos de mundo aberto permitem o jogador de ir e vir de qualquer área do jogo.
- MMO – Massive Multiplayer Online ou multijogador é uma modalidade onde dezenas, centenas ou milhares podem interagir e competir ao mesmo tempo.
- MMORPG – Massive Multiplayer Online Role-Playing Game é um MMO, mas onde o jogador tem a liberdade de explorar o mundo virtual aberto, podendo fazer missões alternativas ou apenas as principais.
- RPG – Jogo de representação de papéis, é um tipo de jogo em que os jogadores assumem papéis de personagens e criam narrativas colaborativamente. O progresso de um jogo se dá de acordo com um sistema de regras predeterminado, dentro das quais os jogadores podem improvisar livremente. As escolhas dos jogadores determinam a direção que o jogo irá tomar.
- GG EASY – Good Game Easy, expressão utilizada pelos jogadores em campos de batalha quando o time quase perde a batalha, mas alcança a vitória nos últimos momentos de jogo.
- Quest – Esse é o termo para “missão”, onde um NPC entrega tarefas para cumprir.
- NPC ou PNJ – Non-player character, é um personagem "não-jogável‟ que normalmente entrega algumas missões, ou apenas faz parte da história do jogo.
- PvP ou JxJ – Player versus Player. Envolve arenas, Rbg e Bg.
- PvE ou JxA – Player versus Enviroment. Aqui é incluído o jogador contra o mundo "natural‟ dentro do mundo, dungeons e raids.
- Campos de Batalha – Campos de Batalha são áreas fechadas onde acontecem conflitos em um determinado período de tempo.
- Raid – As raids são incursões em grupo à áreas hostis dentro do jogo, onde a dificuldade é muito grande para ser enfrentada sozinho, geralmente contendo um dos vilões principais da história.
- Party – Um grupo de amigos que estão jogando juntos. Cada membro da party tem um papel a desempenhar. O tank deve segurar todo o dano em si, ele cumprirá um papel de tanque; o curador tem a habilidade de curar os membros durante as batalhas; e três DPS para causar dano ao alvo.
- DPS – Damage Per Second, em português "dano por segundo‟. Como o próprio nome sugere, este é um número que representa a quantidade de dano que um personagem pode aplicar a um alvo.
- Tank – É o jogador que escolheu a especialização de "proteger". Ele segurará todo o dano do alvo principal.
- Healer – Em português, curador. É um jogador que escolheu a especialização de curar outros membros dentro do jogo.
- Guilda – A guilda é uma associação de pessoas com os mesmos interesses. No caso do WoW, existem dois tipos: PvP e PvE. Normalmente, as guildas PvP são interessadas em campos de batalha ranqueados, campos de batalha, honra e conquistas. Já as PvE são interessadas em raids atuais.